# Pieter Meert
Pieter Meert variatie van Petrus, Peeter en Meerte, Merten komen voor. (Brussel, ca.1620 – 1669) was een Zuid-Nederlands barokschilder die vooral bekend is om zijn portretten.

## Leven en werk
Meert werd geboren in Brussel. Volgens de vroegere Vlaamse biograaf Cornelis de Bie (Het Gulden Kabinet, 1662) stond Meert bekend als portretschilder die de stijl van Anthony van Dyck imiteerde. De Nederlandse biograaf Arnold Houbraken zag in hem een goede portret schilder wiens werk vaak hing bij Brusselse gildehuizen. In 1914 beschrijft Max Rooses hem als een portretschilder met een duidelijke expressie, warme bruinachtige kleuren en een mannelijke stevigheid.
Werken van hem hangen onder andere in diverse Brusselse musea en de Vaticaanse Musea.

## Galerij

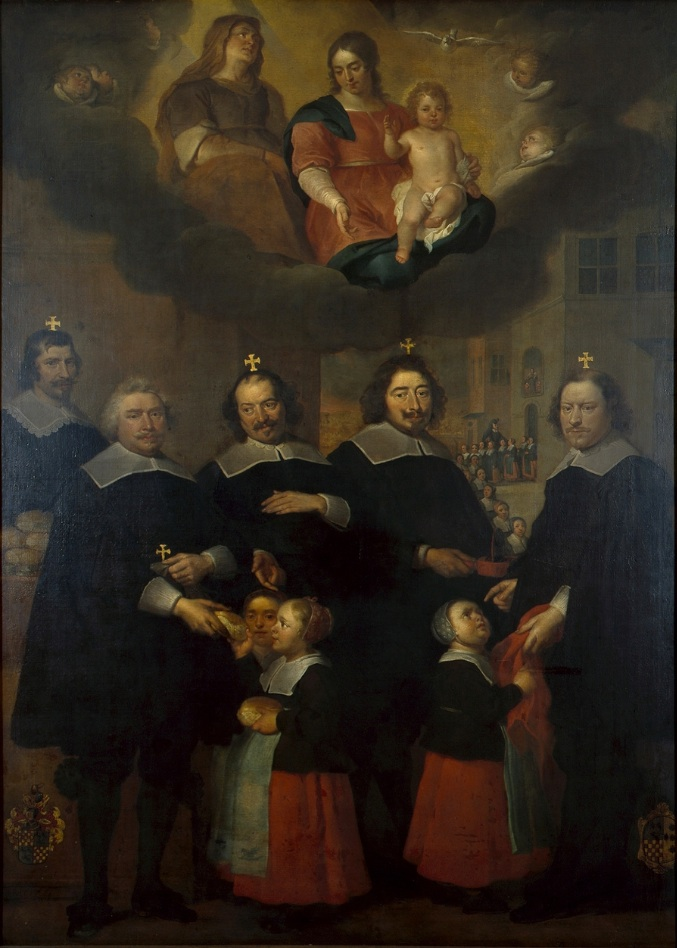
Het verspreiden van brood en kleding aan weeskinderen
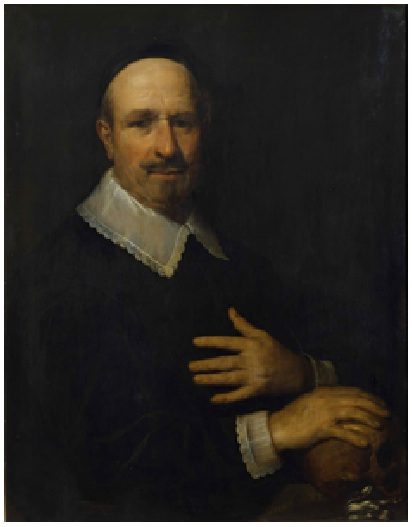
Portret van een man met het Vanitas symbool